# Jennifer Tilly
Jennifer Tilly (nascida Jennifer Ellen Chan; 16 de setembro de 1958) é uma atriz, dubladora e jogadora de pôquer estadunidense. Conhecida por sua voz sussurrada e seu timing cômico, ela recebeu um Prêmio Saturno, um Fantasporto Award e um GLAAD Media Awards, além de indicações para um Oscar na categoria de atriz coadjuvante, um American Comedy Award, um Prêmios Gemini, dois MTV Movie Awards. Mais reconhecida como Tiffany Valentine na franquia Child's Play (1998–). Seu primeiro papel notável foi na sitcom Shaping Up (1984), que seguiu com sua estreia no cinema em No Small Affair no mesmo ano. Ela é conhecida por sua voz distinta e seu timing cômico. Tilly é vencedora de um bracelete do evento Série Mundial de Pôquer, a primeira celebridade a vencer um torneio da World Series. Ela é a irmã mais velha da atriz Meg Tilly.
Tilly ganhou destaque quando recebeu uma indicação ao Oscar por sua interpretação de Olive Neal no filme de Woody Allen, Bullets over Broadway (1994). Ela recebeu mais elogios, bem como indicações ao Prêmio Saturno e Prêmio MTV, por sua atuação no thriller neo noir das irmãs Wachowski, Bound (1996). Suas outras aparições no cinema incluem Let It Ride; The Fabulous Baker Boys (1989), Made in America (1993), The Getaway (1994), Edie & Pen; House Arrest (1996), Liar Liar (1997), Music from Another Room (1998), O Pequeno Stuart Little (1999), Dancing at the Blue Iguana (2000), The Cat's Meow; Monsters, Inc. (2001), The Haunted Mansion (2003), Home on the Range (2004) e Contraponto (2005). Ela é reconhecida como um "ícone" na comunidade de filmes de terror por sua interpretação de Tiffany Valentine na franquia Child's Play (1998 –). Ela também é conhecida por fornecer a voz de Bonnie Swanson na série animada de televisão Family Guy (1999–).
Tilly foi a ganhadora do Theater World Award em 1993 por sua atuação na peça Off-Broadway One Shoe Off. Seus outros créditos de palco incluem os revivals da Broadway de The Women (2001) e Don't Dress for Dinner (2012).

## Primeiros anos

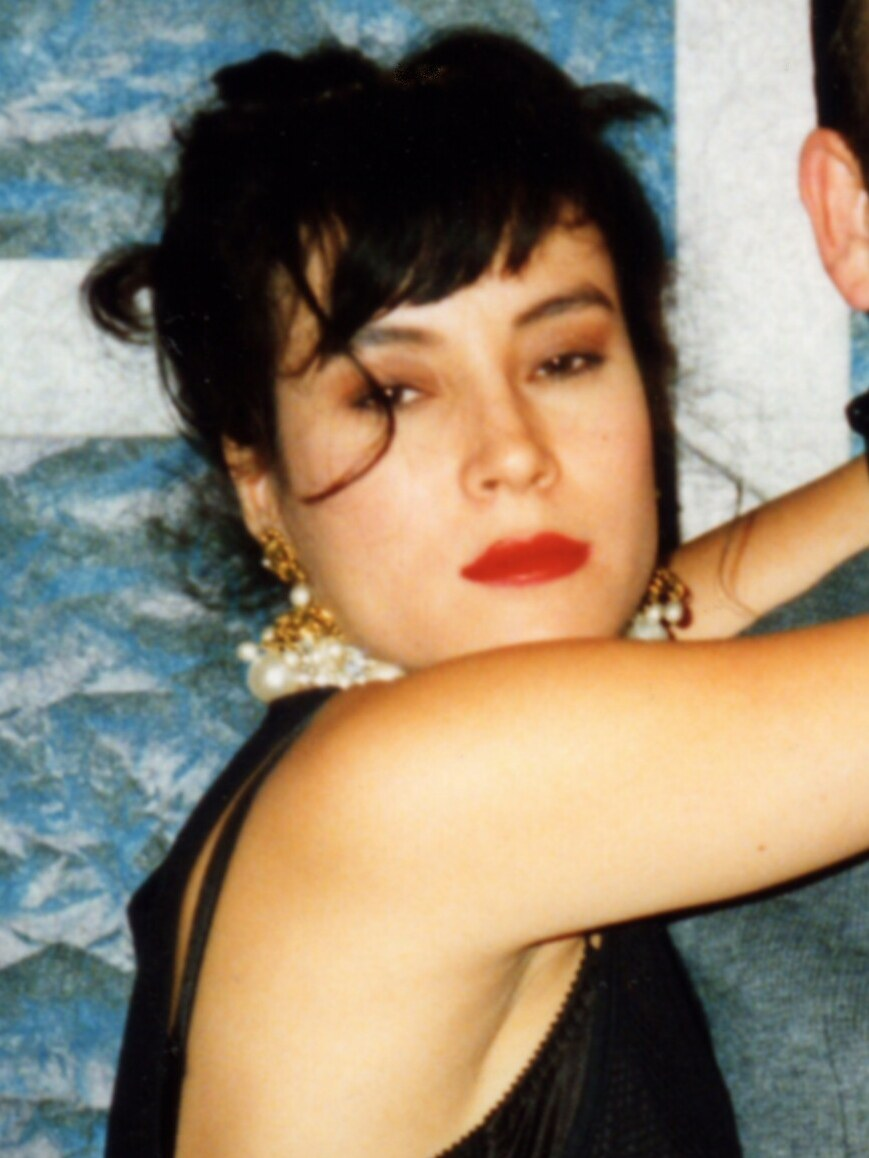
Este arquivo foi extraído de outro arquivo: Will Hart e Jennifer Tilly - Em casa com os Webbers (1993) - Pic1 - 26-out-1991.jpg

Tilly nasceu Jennifer Ellen Chan em Harbor City, Los Angeles. Ela é a primeira filha de Harry Chan, um vendedor de carros usados, e Patricia (nascida Tilly), uma professora canadense e ex-atriz de teatro. Seu pai era descendente de chineses e sua mãe era de ascendência irlandesa e finlandesa. Ela tem um irmão mais velho, Steve, e duas irmãs mais novas, Meg e Rebecca.
Após o divórcio de seus pais quando ela tinha cinco anos, Tilly foi criada por sua mãe e padrasto, John Ward, na ilha rural de Texada, na Colúmbia Britânica. Sua mãe se divorciou novamente quando Tilly tinha 16 anos e se mudou para Victoria, onde Tilly estudou na Belmont High School.
Tilly é bacharel em artes de teatro pela Stephens College, no Missouri.

## Prêmios e Indicações
- Indicações
- Oscar de Melhor Atriz Coadjuvante[21]
Americano Comedy Award
Gêmeos prêmio de Melhor Atriz - Chefes
Fantasporto Internacional Fantasia Film Award de Melhor Atriz - encadernado

- Prêmios
- CardPlayer Melhor Jogador da celebridade do Ano
WPT Noite das senhoras do campeão
WPT Bellagio Cup 5K (124455)
San Diego Film Festival Award Achievement

## Carreira
Em 1983, Tilly teve papéis pequenos e teve um papel recorrente em Hill Street Blues como Gina Srignoli, viúva de um mafioso que se envolve romanticamente com o detetive Henry Goldblume. Ela atuou data sedutor-mas-ditzy de Frasier Crane em um episódio da quarta temporada de Felicidades e apareceu como um personagem semelhante na décima primeira temporada de Frasier.
Ela apareceu como a namorada de Garry on É mostra de Garry Shandling, que foi ao ar na Showtime. Ela também foi lançada como uma prostituta de alta final na comédia de curta duração Key West, ao lado de Fisher Stevens. Em 1989, ela teve um papel de destaque na comédia, "Let It Ride", estrelado por Richard Dreyfuss. Papel no cinema avanço de Tilly foi como garçonete cantando em The Fabulous Baker Boys em uma parte que foi escrito especialmente para ela por Steve Kloves. Ela foi nomeada para um Oscar de Melhor Atriz Coadjuvante por seu papel como irremediavelmente má atriz em balas de Woody Allen mais de Broadway, mas ela perdeu a sua coestrela Dianne Wiest. Em 1994, ela também teve um pequeno papel em The Getaway (1994) com Alec Baldwin e Kim Basinger.
Tilly estrelou em 1996 é obrigado, dirigido pelas irmãs Wachowski, que retrata uma relação lésbica sua personagem tem com Gina Gershon. Ela interpretou Samantha Cole em 1997 com Jim Carrey, em Liar Liar. Em Dança at the Blue Iguana 2000 do, ela interpretou uma stripper e em tempo parcial dominatrix. Ela retratou colunista Louella Parsons no Peter Bogdanovich filme de 2001 Meow do gato. Ela ganhou alguma popularidade adicional nos últimos anos por sua interpretação de serial killer Tiffany Ray para três de reproduzir filmes em seis da criança. O personagem foi introduzido pela primeira vez na quarta edição da franquia, Noiva de Chucky e posteriormente apareceu em Seed of Chucky e o filme mais recente, A Maldição de Chucky. Em Seed, no entanto, ela desempenha um papel duplo fornecendo a voz de Tiffany e também jogar uma versão exagerada de si mesma.
Em 2001, ela estrelou como Crystal Allen no revival da Broadway de The Women.
Ela é um membro do elenco semi-regular em Family Guy, expressando vizinho da família Griffin, Bonnie Swanson. Ela também fez a voz-over de trabalho para os filmes Monstros SA, Stuart Little e Home on the Range, bem como a série infantil Hey Arnold. Na Disney The Haunted Mansion, ela retrata Madame Leota (a cabeça em uma bola de cristal). Ela tem sido ativo no teatro, ganhando um Theater World Award por sua atuação na peça off-Broadway um sapato.
Ela teve um papel de protagonista na série Out of Practice, estrelado por Henry Winkler e Stockard Channing. A série foi cancelada em Maio de 2006. Nessa época, Tilly começou a dividir seu tempo entre a sua carreira no cinema e profissional de poker. Até o final de 2008, ela retornou à sua carreira no cinema e na televisão. Em 2009, Tilly fez sua estréia no cinema chinês no Império Christina Yao-dirigida de prata jogando Sra Landdeck.
Em 2012, ela voltou para a Broadway em não se veste para o jantar, conquistando um Choice Award Audiência nomeação por seu retrato da amante Suzanne. Em 2013, ela estrelou o Wallace Shawn / Andre Gregory Gramíneas colaboração de mil cores, que estreou no teatro Royal Court em Londres em 2009 e, em seguida, mudou-se para o teatro Joseph Papp, em 2013.

## Filmografia
- No Small Affair (1984)
- Moving Violations (1985)
- Remote Control (1987)
- Inside out (1987)
- He's My Girl (1987)
- Johnny Be Good (1988)
- Rented Lips (1988)
- High Spirits (1988)
- Far from Home (1989)
- Let It Ride (1989)
- The Fabulous Baker Boys (1989)
- The Doors (1991)
- Scorchers (1991)
- Shadow of the Wolf (1992)
- Key West (1993) (1993) (TV)
- The Webbers (1993) (TV)
- Heads (1993) (TV)
- Made in America (1993) (1993)
- Double Cross (1994)
- Bullets Over Broadway (1994)
- Embrace of the Vampire (1994)
- The Getaway (1994) (1994)
- Bird of Prey (1995)
- Man with a Gun (1995)
- The Pompatus of Love (1996)
- House Arrest (1996)
- Bound (1996)
- American Strays (1996)
- I vrs She (1996)
- Liar Liar (1997)
- Edie & Pen (1997)
- The Wrong Guy (1997)
- Bella Mafia (1997)
- Relax... It's Just Sex (1998)
- Hoods (1998)
- Bride of Chucky (1998) (voz)
- Music From Another Room (1998)
- The Muse (1999)
- Goosed (1999)
- Do Not Disturb (1999)
- Bartok the Magnificent (1999) (voz)
- Stuart Little (1999) (voz)
- Play It to the Bone (1999)
- Cord (2000)
- Bruno (2000)
- Dancing at the Blue Iguana (2000)
- The Crew (2000)
- Dirt (2001)
- Sister Mary Explains It All (2001) (TV)
- Fast Sofa (2001)
- Monsters, Inc. (2001) (voz)
- The Kid (2001) (voz) (TV)
- Ball in the House (2001)
- The Cat's Meow (2001)
- Hollywood North (2003)
- The Magnificent Ambersons (2002) (TV)
- The Haunted Mansion (2003)
- Nowhere to Go But Up (2003)
- Jericho Mansions (2003)
- Return to Babylon (2004)
- Second Best (2004)
- Perfect Opposites (2004)
- Home on the Range (2004) (voz)
- El Padrino: Latin Godfather (2004)
- Saint Ralph (2004)
- Love on the Side (2004)
- Seed of Chucky (2004)
- Bailey's Billion$ (2005)
- Lil' Pimp (2005) (voz)
- Out of Practice (série de TV) (2005)
- The Civilization of Maxwell Bright (2005)
- Tideland (2005)
- The Poker Movie (2006)
- Intervention (2006)
- The Initiation of Sarah (2006) (TV)
- Empire of silver (2009)
- Drop Dead Diva (2010)
- Curse of Chucky (2013)
- Cult of Chucky (2017)
- Chucky (2021)